# Marv Johnson
Marv Johnson, född 15 oktober 1938 i Detroit, Michigan, död 16 maj 1993 i Columbia, South Carolina, var en amerikansk sångare inom R&B och soul. Johnson kom att bli den första artisten som släppte en skiva på bolaget Tamla 1959. Tamla skulle snart komma att byta namn till Motown. Skivan var "Come to Me" och blev en framgång med en trettiondeplacering på Billboard Hot 100. 1960 hade han stor framgång med låtarna "You Got What It Takes" och "I Love the Way You Love". 1969 släppte han låten "I'll Pick a Rose for My Rose" som inte blev någon större framgång i USA, men däremot blev populär i Storbritannien. Detta ledde till att den gamla låten "I Miss You Baby" gavs ut på nytt där och också blev en mindre hit. Han slutade sedan med att spela in låtar för Motown men fortsatte arbeta på bolaget som marknadsförare under 1970-talet. Han skrev också låtar åt Tyrone Davis och Johnnie Taylor. På 1980-talet gav han ut ny musik för det brittiska skivbolaget Motorcity Records som specialiserade sig på gamla Motownartister. Johnson avled till följd av en stroke 1993.